# Star Trek: Nemesis
Star Trek: Nemesis (din engleză Star Trek Nemesis) este un film științifico-fantastic din 2002 regizat de Stuart Baird, scenariul John Logan. Este al zecelea film artistic din seria de filme Star Trek.

## Povestea
Pe Romulus, membrii Senatului Imperial Romulan dezbat dacă să accepte termenii de pace și alianța cu liderul rebelilor Reman, Shinzon. Remanii sunt o rasă de sclavi ai Imperiului Romulan, folosiți ca mineri și în luptă pe post de carne de tun. O fracțiune a armatei îl sprijină pe Shinzon, dar pretorul și Senatul se opun unei alianțe. Din această cauză, pretorul și senatorii rămași sunt dezintegrați de un dispozitiv lăsat în cameră de către un senator favorabil acestei alianțe. 
Între timp, echipajul USS Enterprise se pregătește să-și ia rămas bun de la primul ofițer, comandorul William Riker și de la consilierul Deanna Troi, care tocmai s-au căsătorit pe Betazed. În drum spre misiunea lor, descoperă o valoare neobinșnuită a energiei pozitronice pe o planetă din sistemul Kolaran lângă zona neutră romulană. Căpitanul Jean-Luc Picard,  Worf și  Data aterizează pe Kolarus al III-lea și descoperă resturile unui android care seamănă cu Data. Când androidul este reasamblat, acesta se prezintă ca fiind B-4 (before). Echipajul deduce că este o versiune mai puțin avansată și mai timpurie a lui Data.  
Viceamiralul Kathryn Janeway îl contactează pe Picard și ordonă ca Enterprise să se implice într-o misiune diplomatică pe planeta Romulus aflată în apropiere. Janeway le explică că Imperiul Romulan a fost preluat cu forța într-o lovitură de stat militară de către Shinzon, care spune că dorește pacea cu Federația și să aducă libertate planetei Remus. La sosire, ei află că Shinzon este o clonă a lui Picard, creată în secret de romulani, pentru a planta un spion de rang înalt în Federație. Proiectul a fost abandonat când Shinzon era încă un copil și a fost lăsat pe Remus să moară ca un sclav. După mulți ani, Shinzon a devenit lider al Remanilor și și-a construit o navă puternic înarmată, Scimitar. Inițial, eforturile diplomatice decurg bine, dar echipajul Enterprise descoperă că Scimitar produce niveluri scăzute de radiație thalaron, care a fost folosită pentru a ucide Senatul Imperial și care este mortal pentru aproape toate formele de viață. Există, de asemenea, încercări neașteptate de a accesa computerele Enterprise, iar Shinzon însuși intră în mintea lui Troi prin telepatia viceregelui său Reman.
Dr. Crusher descoperă că Shinzon îmbătrânește rapid datorită procesului folosit la clonarea sa, iar singurele mijloace posibile de a opri îmbătrânirea este o transfuzie cu sângele lui Picard. Shinzon îl răpește pe Picard de pe Enterprise, precum și pe B-4, după ce a plantat androidul pe planeta Kolarus, pentru a-l atrage pe Picard la frontieră. Cu toate acestea, Data este în locul lui B-4, îl salvează Picard și se întoarce cu Picard pe Enterprise. Ei au văzut acum suficient de mult din Scimitar pentru a ști că Shinzon intenționează să folosească nava de război pentru a invada Federația folosind generatorul său de radiație thalaron ca pe o armă, pentru a eradica toată viața de pe Pământ.
Enterprise se întoarce înapoi în spațiul Federației, dar este atacată de către Scimitar în Bassen Rift, o regiune care împiedică orice comunicare subspațială. Două nave de război romulane apar în zonă în ajutorul lui Enterprise, deoarece sunt romulani care nu doresc să fie complici la planurile lui Shinzon, dar Shinzon distruge o navă și o dezactivează pe cealaltă. Dându-și seama că trebuie să oprească Scimitar cu orice preț, Picard ordonă ca Enterprise să intre în Scimitar.  Coliziunea duce la avarii grave ale ambelor nave și distruge majoritatea armelor primare ale lui Scimitar. Shinzon ordonă ca Scimitar să dea înapoi cu motoarele principale, apoi activează arma cu radiație thalaron. Picard se teleportează pe Scimitar ca să-l înfrunte pe Shinzon singur și, în cele din urmă, îl ucide cu o bară metalică. Data sare prin spațiul cosmic și ajunge pe Scimitar. îl teleportează pe Picard înapoi pe Enterprise  și apoi se jertfește când trage cu fazerul în generatorul de thalaron, distrugând Scimitar. Echipajul Enterprise îl plânge pe Data, iar comandantul Romulan supraviețuitor le oferă recunoștința pentru salvarea Imperiului.
Pe Enterprise, acum înapoi pe docul spațial de pe orbita Pământului pentru reparații extinse, Picard se răzbună pe noul căpitan Riker, care pleacă să comande USS Titan și să înceapă o posibilă misiune de negociere a păcii cu romulanii. Picard îi recomandă lui Riker ca nici el să nu asculte de primul său ofițer când îi va spune să nu plece personal în misiuni de urgență. Picard se întâlnește cu B-4 și descoperă că Data a descărcat rețele sale neuronale în matricea pozitronică a lui B-4 înainte de a se urca la bordul lui Scimitar. Picard se departe de B4 zâmbind, știind că într-o zi, Data se va întoarce.

## Distribuție
- Patrick Stewart - Captain Jean-Luc Picard
- Jonathan Frakes - Commander / Captain William T. Riker
- Brent Spiner - Lieutenant Commander Data / B-4
- LeVar Burton - Lieutenant Commander Geordi La Forge
- Michael Dorn - Lieutenant Commander Worf
- Gates McFadden - Doctor Beverly Crusher
- Marina Sirtis - Counselor Deanna Troi-Riker
- Tom Hardy - Praetor Shinzon
- Ron Perlman - Viceregele Reman
- Dina Meyer - Romulan Commander Donatra
- John Berg - Romulan Senator
- Kate Mulgrew - Admiral Kathryn Janeway
- Shannon Cochran - Senator Tal'aura
- Jude Ciccolella - Commander Suran
- Alan Dale - Praetor Hiren
- Wil Wheaton - Wesley Crusher
- Majel Barrett - vocea computerului de pe Enterprise
- Stuart Baird - vocea computerului de pe  Scimitar
- Bryan Singer - Kelly (nemenționat)
- Whoopi Goldberg - Guinan (nemenționat)